# Sankt Johann bei Herberstein
Sankt Johann bei Herberstein là một đô thị thuộc huyện Hartberg thuộc bang Steiermark, nước Áo. Đô thị Sankt Johann bei Herberstein có diện tích 2,85 km², dân số thời điểm cuối năm 2005 là 351 người.